# Kawasaki Zephyr 550
De Kawasaki Zephyr 550 is een motorfiets van het Japanse merk Kawasaki

## Algemeen

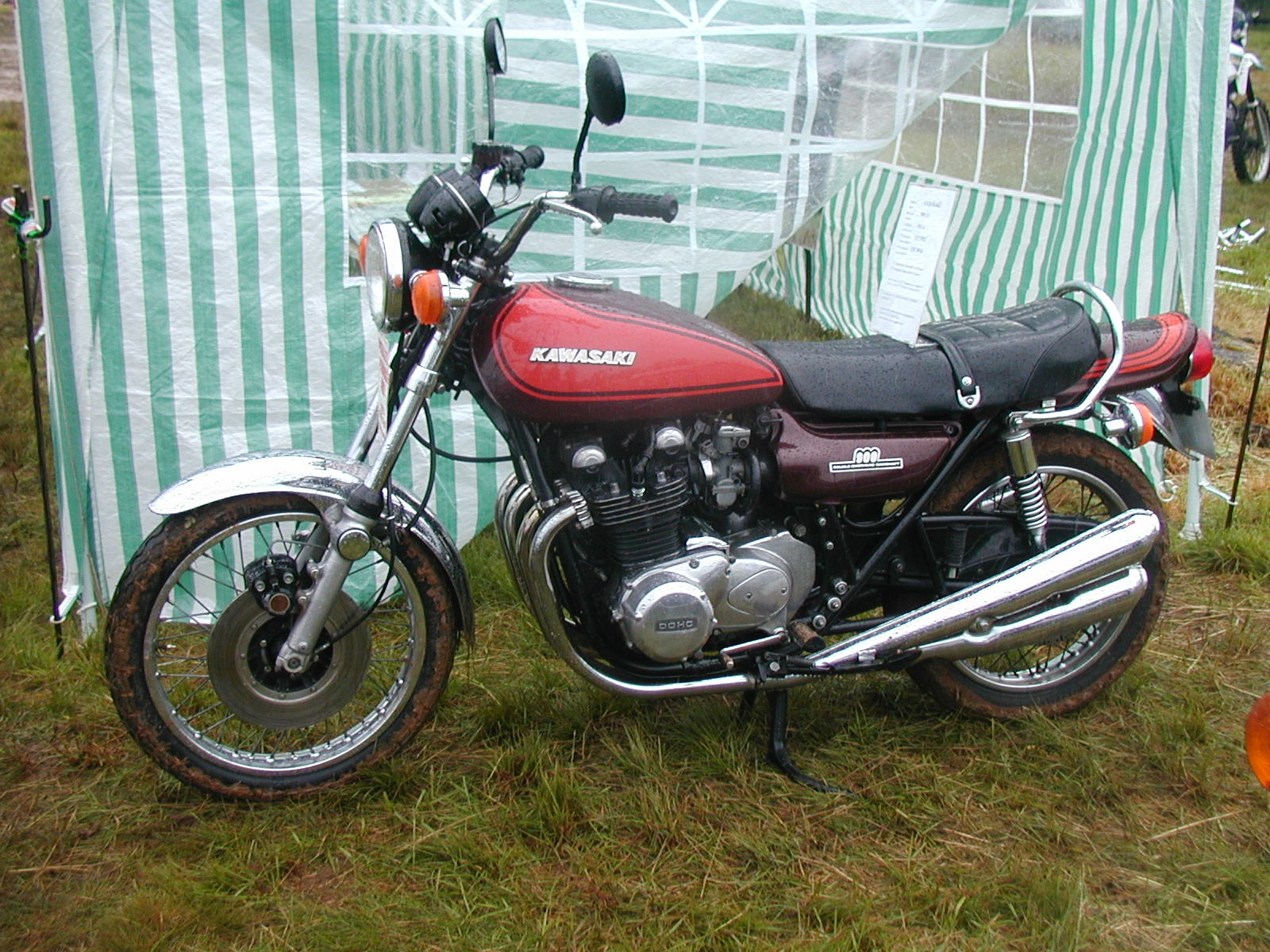
De Z1 900 (vanaf 1972) is de stamvader van alle Kawasaki-viercilinders

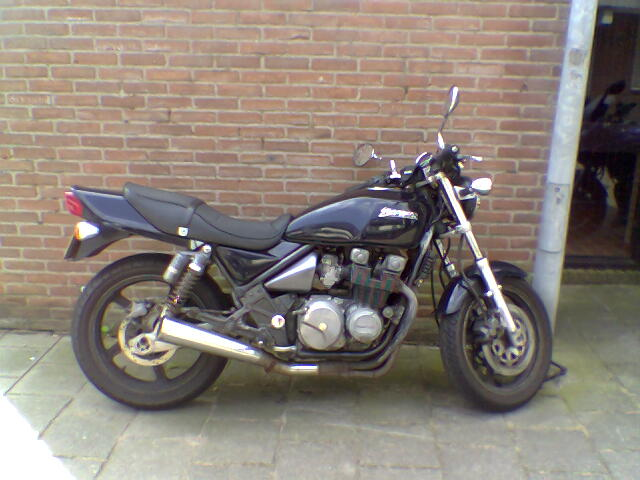
Kawasaki Zephyr 550

De Kawasaki Zephyr-modellenlijn werd in 1991 geïntroduceerd in drie cilinderinhouden: 550-, 750- en 1100 cc. Het waren zogenaamde retro bikes, machines die qua model terugverwezen naar de jaren zeventig. Ze waren dan ook in eerste instantie bedoeld voor de heropstappers, die na een aantal jaren weer opnieuw motorrijder werden. De twee belangrijkste kenmerken waren de dubbele schokdempers (in tegenstelling tot de intussen algemeen gebruikte monovering) en het ontbreken van een stroomlijnkuip. Het motorblok had echter ook alle kenmerken van een twintig jaar oudere motorfiets. De luchtgekoelde viercilinder lijnmotor leek veel op die motorblokken die in de veel oudere Z 750, Z 900 en Z 1000-modellen waren gebruikt. De productie van de Zephyr-serie eindigde rond 1996

## Specificaties
| Model            | Kawasaki Zephyr 550 |
| Bouwjaar         | 1991 - 1996         |
| Aantal cilinders | 4 (lijnmotor)       |
| Cilinderinhoud   | 553 cc              |
| Vermogen         | 36,5 kW (50pk)      |
| Koelsysteem      | Luchtkoeling        |
| Tankinhoud       | 15 liter            |
| Topsnelheid      | 173 km/uur          |